# Jürgen Roland

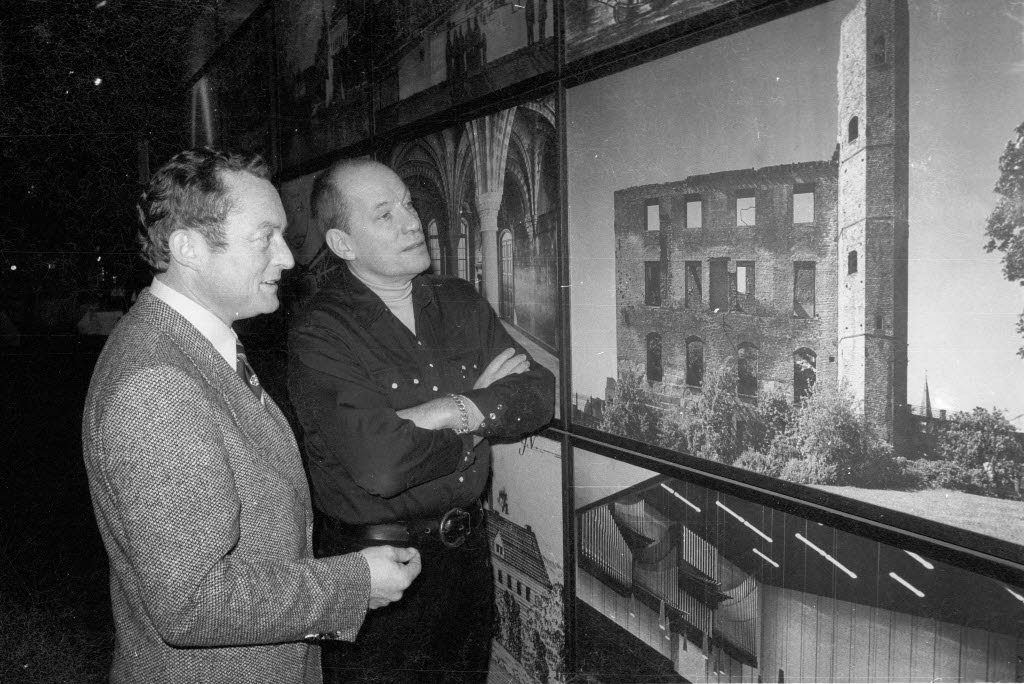
Jürgen Roland (r.) 1977 in Kiel

Jürgen Roland Schellack (* 25. Dezember 1925 in Hamburg; † 21. September 2007 ebenda) war ein deutscher Fernseh- und Filmregisseur sowie Schauspieler. Mit Serien wie Stahlnetz oder Dem Täter auf der Spur übte er einen starken Einfluss auf die Entwicklung des deutschen TV-Kriminalfilms aus. Die Drehbuchautorin und Reporterin Jessica Schellack ist seine Tochter.

## Leben
Nach dem Notabitur wurde er 1943 in Hamburg zum Reichsarbeitsdienst und danach in den Krieg geschickt. Er war Angehöriger einer Propagandakompanie der Waffen-SS und der Wehrmacht. Roland begann kurz nach Kriegsende bei Radio Hamburg eine Tätigkeit als Rundfunkreporter, außerdem wurde er 1948 Regieassistent. 1950 besuchte er die BBC-Fernsehschule in London, danach fing er als Reporter beim NWDR, der Vorgängeranstalt von NDR und WDR, an. Dort galt er als „Mann für alle Fälle“, der zuständig war für Sport, Tagesaktualität und Filminterviews. Bereits am 4. April 1952, also noch im Versuchsprogramm, begann er mit der Sendereihe Was ist los in Hamburg?
Ab 1953 gestaltete er die Fernsehserie Der Polizeibericht meldet … Hier wurden aktuelle Kriminalfälle journalistisch aufbereitet. Von 1958 bis 1968 führte er Regie bei den 22 Folgen der Krimiserie Stahlnetz, welche die Zuschauer durch ihre semidokumentarische Form stark beeindruckten und dadurch zu Straßenfegern wurden. Von 1967 bis 1973 war er Regisseur und Moderator der Krimi-Rate-Serie Dem Täter auf der Spur. Darin mussten prominente Gäste versuchen, durch Kombinieren oder Raten den Täter eines Kriminalfalls zu ermitteln. Die Zuschauer und das Rateteam erhielten genau dieselben Informationen wie die ermittelnden Beamten, dargestellt von Günther Neutze und Karl Lieffen. Die Sendereihe erfreute sich beim Publikum großer Beliebtheit.
Roland inszenierte auch Kinofilme wie die Edgar-Wallace-Filme Der rote Kreis (1960) und Der grüne Bogenschütze (1961), den Antikriegsfilm Der Transport (1962) oder die Krimis Polizeirevier Davidswache (1964, der einzige Film, in dem die Neutze-Brüder Hanns Lothar, Horst Michael Neutze und Günter Neutze zusammen spielten) und 4 Schlüssel (1965). Später folgten Regiearbeiten beispielsweise für die Reihe Tatort. Bis zu seinem 65. Lebensjahr war Roland beim NDR angestellt, danach war er freiberuflich tätig. 1974 begann er mit den Dreharbeiten zu Ein toter Taucher nimmt kein Gold, die dann Harald Reinl übernahm.
Aus seinen Erfahrungen und Erlebnissen als Polizeireporter konzipierte Roland die Kultserie Großstadtrevier, die 1986 auf Sendung ging und bis heute – mit wechselnder Besetzung – im ARD-Vorabendprogramm läuft. In den ersten Staffeln führte er selbst Regie.
2006 wirkte er in dem Dokumentarfilm Die Pamir – Untergang eines Großseglers mit.

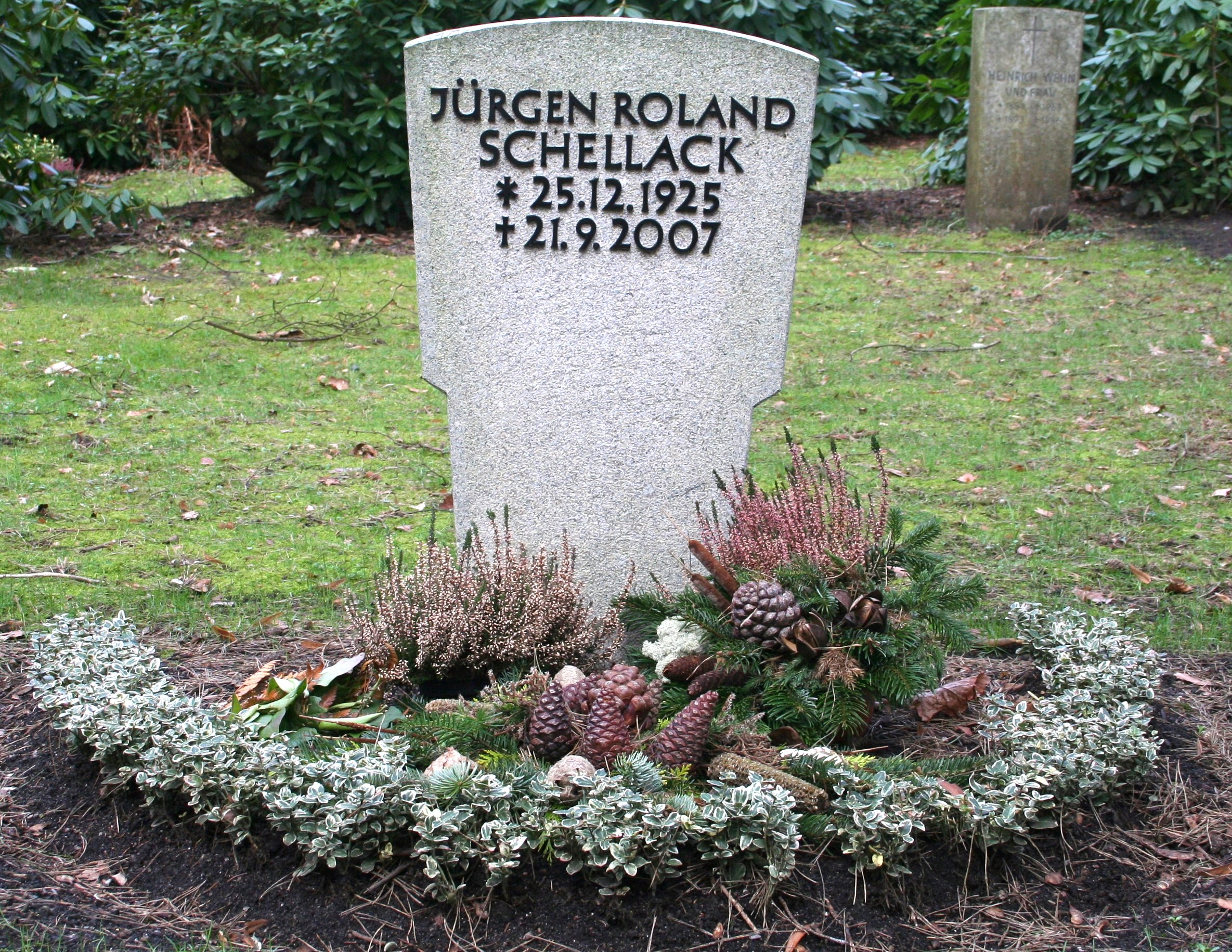
Grab von Jürgen Roland auf dem Friedhof Ohlsdorf

Jürgen Roland lebte privat im Hamburger Stadtteil Bergstedt. Er starb am 21. September 2007 nach langer Krankheit im Alter von 81 Jahren. Seine Grabstätte befindet sich auf dem Friedhof Ohlsdorf in Hamburg.

## Ehrungen
- 1975: Ehrenkommissar der Polizei Hamburg
- 1984: Auszeichnung als Ehren-Schleusenwärter in Hamburg
- 1986: Verdienstkreuz 1. Klasse der Bundesrepublik Deutschland
- 1991: Friedrich-Glauser-Ehrenpreis auf der Criminale für sein Gesamtwerk

Zu Ehren von Jürgen Roland wird beim Krimifestival Tatort Eifel alle zwei Jahre der undotierte Filmpreis Roland verliehen.
Der Hamburger Krimipreis zu Ehren Jürgen Rolands wird seit 2008 jährlich im Rahmen der Gala des Studio Hamburg Nachwuchspreises verliehen. Der mit 10.000 Euro dotierte Preis wurde vom Senat der Freien und Hansestadt Hamburg gestiftet.

## Filmografie (Auswahl)

### Fernsehen
- 1955 Schlag auf Schlag – Tag für Tag: Heute auf der Ausstellung
- 1953–1961: Der Polizeibericht meldet …
- 1958–1968: Stahlnetz (22 Folgen)
- 1965: Die Katze im Sack
- 1967–1973: Dem Täter auf der Spur (17 Folgen)
- 1968: Einer fehlt beim Kurkonzert
- 1976–1997: Tatort (12 Folgen)
- 1984: Der Besuch
- 1986–2002: Großstadtrevier (48 Folgen)
- 1995: Peter Strohm: Die Gräfin

### Kinofilme
- 1959: Unser Wunderland bei Nacht
- 1960: Der rote Kreis
- 1961: Der grüne Bogenschütze
- 1961: Der Transport
- 1962: Heißer Hafen Hongkong
- 1963: Der schwarze Panther von Ratana
- 1963: Flußpiraten vom Mississippi
- 1964: Polizeirevier Davidswache
- 1965: 4 Schlüssel
- 1967: Lotosblüten für Miss Quon
- 1969: Die Engel von St. Pauli
- 1971: Jürgen Roland’s St. Pauli-Report
- 1973: Das Mädchen von Hongkong
- 1973: Zinksärge für die Goldjungen

### Dokumentarfilme
- 1954: Wir fahren nach Stockholm – Der Bericht einer Schiffsreise
- 1955: Netz über Bord
- 1958: Das Filmstudio (3 Episoden)